# Jesper Asholt

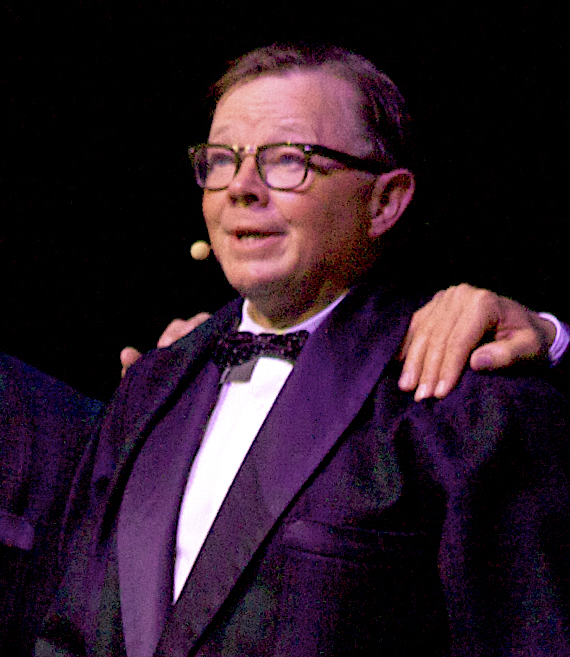
Jesper Asholt (2009)

Jesper Christian Asholt (* 11. Mai 1960 in Silkeborg, Dänemark) ist ein dänischer Schauspieler.

## Leben
Jesper Asholt wuchs als jüngstes von drei Kindern eines Arztes in der dänischen Kleinstadt Bjerringbro auf. In seiner Jugend besuchte die Familie häufig Aufführungen im Aarhus Teater. Erste Theatererfahrungen sammelte er während seiner Schulzeit bei den Busbjerg-Spillene, einem Freilufttheater in Ulstrup. Entgegen dem Wunsch seines Vaters, entweder Ingenieur oder Arzt zu werden, entschied sich Asholt für eine Karriere als Schauspieler. Nach einer Ausbildung begann er 1987 ein Schauspielstudium am Aarhus Teater, welches er 1991 erfolgreich absolvierte.
Nach Rollen in Jonas Elmers mehrfach ausgezeichneten Filmdrama Let’s Get Lost (1997) und Jørn Faurschous Albert und der große Rapollo (1998) hatte er seinen ersten großen Erfolg als Filmschauspieler 1999 mit seiner Darstellung des Rud in Søren Kragh-Jacobsens Kinofilm Mifune – Dogma III. Seine Darstellung des geistig behinderten Rud wurde national wie international von Filmkritikern gelobt. Bereits während der Filmpremiere auf der Berlinale 1999 erhielt Asholt bemerkenswerte Kritiken. A. O. Scott von der New York Times würdigte Asholts Figur als „heiligen Narren des Films“, während der renommierte Filmkritiker Roger Ebert Asholts es schaffe „eine Geschichte unendlicher Geheimnisse realer Persönlichkeiten zu erden.“ Im darauf folgenden Jahr wurde Asholt sowohl als Bester Nebendarsteller mit einem Bodil als auch als Bester Nebendarsteller mit einem Robert ausgezeichnet.
Als Vater des kleinen Allan in Peter Schønau Fogs Drama Kunsten at græde i kor feierte Asholt seinen zweiten großen Erfolg. Die Literaturverfilmung basiert auf dem semibiografischen Roman Die Kunst im Chor zu weinen von Erling Jepsen und wurde national wie international mit fast 30 Filmpreisen ausgezeichnet. Asholt selbst wurde erneut mit einem Robert als Bester Nebendarsteller und einem Bodil als Bester Hauptdarsteller geehrt.
Asholt ist mit der Literaturredakteurin Nanna Lund verheiratet. Das Paar hat zwei gemeinsame Kinder.

## Filmografie (Auswahl)
- 1997: Let’s Get Lost
- 1998: Albert und der große Rapollo (Albert)
- 1999: Mifune – Dogma III (Mifunes sidste sang)
- 2000: Blinkende Lichter (Blinkende lygter)
- 2004: Der Prinz & ich (The Prince & Me)
- 2005: Oskar & Josefine
- 2005: Vater hoch vier (Far til fire gi'r aldrig op)
- 2006: Kunsten at græde i kor
- 2008: Grisen
- 2008: Vater hoch vier – Jetzt erst recht! (Far til fire – på hjemmebane)
- 2014: 1864 – Liebe und Verrat in Zeiten des Krieges (1864, Fernsehserie, 2 Folgen)
- 2021: White Sands (dänische Fernsehserie, 5 Folgen)
- 2023: Viften